# Labourdonnaisia revoluta
Labourdonnaisia revoluta är en tvåhjärtbladig växtart som beskrevs av Wenceslas Bojer. Labourdonnaisia revoluta ingår i släktet Labourdonnaisia och familjen Sapotaceae.
Artens utbredningsområde är Mauritius. Inga underarter finns listade i Catalogue of Life.